# چاکلت فری
چاکلت فری (انگلیسی: Chocolat Frey) شرکت صنایع غذایی سوئیسی است، که در سال ۱۸۸۷ تأسیس شد.